# یزدگرد (فرمانده)
یزدگرد یکی از فرماندهان نظامی ایرانی در زمان شاهنشاه قباد یکم ساسانی (حک. ۴۹۸–۵۳۱) بود. او برادرزادهٔ هرمز بدخش بود.

## زندگی
یزدگرد در سال ۵۳۱ میلادی در کنار گدر فرماندهی ۷۰۰ سوار را در آغزنیک در نزدیکی سیلوان بر عهده داشت. بساس دوک بین‌النهرین از حضور آن‌ها خبردار شد و با ۵۰۰ شوالیه به مقابله با آن‌ها رفت. سپاه ایران شکست خورد و یزدگرد نیز دستگیر و به سیلوان برده شد. قباد به تلافی باوی، کنارنگ و مهر مهرویه را به محاصره این شهر روانه کرد. با امضای صلح همیشگی تبادل زندانیان نیز انجام شد و یزدگرد در برابر دومننتیولوس رومی آزاد شد.